# Buldožer
Buldožer ili dozer je teški motorizirani radni stroj opremljen alatom namijenjenim za skidanje, nasipanje, premještanje i ravnjanje tla i drugih materijala, kao što su npr: pijesak, snijeg, kamenje, ruševine i slično.
Sastoji se od pogonsko-vučne mašine, koja je sprijeda opremljena širokim radnim alatom za guranje koji se obično naziva nož, plug ili raonik, a na stražnjoj strani može imati alat nalik kuki (tzv. rijač), kako bi se olabavili gusti materijali. Uglavnom se kreće pomoću gusjenica, ali može biti i na kotačima.
Koristi se u cestogradnji i općenito u građevinarstvu, šumarstvu, raščišćavanju zemljišta i svim drugim projektima koji zahtijevaju pokretan, moćan i stabilan radni stroj za zemljane radove.
Buldožer je posebice potreban u rudarstvu jer obavlja niz pomoćnih radova i operacija u proizvodnim procesima.

## Specifične namjene
Vojni buldožer se koristi za uklanjanje protutenkovskih prepreka ili mina, rušenje neprijateljskih struktura, kopanje improviziranih skloništa i pripremu vatrenih položaja. Može se raditi i o militariziranom civilnom buldožeru (sa dodanim oklopom).
Neki su buldožeri opremljeni oklopom od strane civilnih operatora kako bi se spriječilo ometanje njihovog rada, od strane aktivista, štrajkača ili policije. Buldožeri (sa improviziranim oklopom ili bez) i drugi teški motorizirani strojevi ponekad se koriste kao sredstvo u slučajevima građanskog neposluha – za uklanjanje policijskih barikada i sl.